# Hammeville
Hammeville település Franciaországban, Meurthe-et-Moselle megyében. Lakosainak száma 189 fő (2022. január 1.). Hammeville Houdreville, Ognéville, Parey-Saint-Césaire, Vézelise és Vitrey községekkel határos.

## Népesség
A település népességének változása:
| Lakosok száma | 104  | 120  | 135  | 170  | 171  | 174  | 177  | 177  | 178  | 189  |
|               | 1968 | 1982 | 1990 | 2006 | 2013 | 2015 | 2017 | 2019 | 2020 | 2022 |